# Communauté de communes du Pays de Salars
Die Communauté de communes du Pays de Salars ist ein französischer Gemeindeverband mit der Rechtsform einer Communauté de communes im Département Aveyron in der Region Okzitanien. Sie wurde am 31. Dezember 1996 gegründet und umfasst neun Gemeinden. Der Verwaltungssitz befindet sich im Ort Pont-de-Salars.

## Mitgliedsgemeinden
| Gemeinde                                 | Einwohner 1. Januar 2022 | Fläche km² | Dichte Einw./km² | Code INSEE | Postleitzahl |
| ---------------------------------------- | ------------------------ | ---------- | ---------------- | ---------- | ------------ |
| Agen-d’Aveyron                           | 1.120                    | 22,35      | 50               | 12001      | 12630        |
| Arques                                   | 165                      | 11,29      | 15               | 12010      | 12290        |
| Comps-la-Grand-Ville                     | 637                      | 21,95      | 29               | 12073      | 12120        |
| Flavin                                   | 2.376                    | 50,77      | 47               | 12102      | 12450        |
| Le Vibal                                 | 524                      | 25,92      | 20               | 12297      | 12290        |
| Pont-de-Salars                           | 1.630                    | 44,90      | 36               | 12185      | 12290        |
| Prades-Salars                            | 315                      | 30,55      | 10               | 12188      | 12290        |
| Salmiech                                 | 764                      | 28,16      | 27               | 12255      | 12120        |
| Trémouilles                              | 473                      | 28,83      | 16               | 12283      | 12290        |
| Communauté de communes du Pays de Salars | 8.004                    | 264,72     | 30               | –          | –            |